# シモン・サン＝ジャン
シモン・サン＝ジャン（Simon Saint-Jean、1803年10月14日 - 1860年7月3日）は、フランスの画家である。花を描いた作品で知られている。

## 略歴
リヨンで生まれた。樽職人の息子に生まれたが、父親はシモンが7歳の時に亡くなった。1822年にリヨン国立高等美術学校に入学し、ピエール・レヴォワルやオーギュスタン・アレクサンドル・ティエリア（Augustin Alexandre Thierriat）に学んだ。花の絵を描いて、いくつかのコンテストで優勝し、1826年に金メダルを受賞した。美術学校を卒業した後、フランソワ・ルパージュ（François Lepage）の絹製品のデザインの仕事についた。1834年にパリのサロンに初めて出展し、二等のメダルを受賞した。
1837年に裕福な絹製造業者の娘と結婚した。有名な医師ジャン・ニコラ・コルヴィサール（Jean-Nicolas Corvisart）の養子のシピオン・コルヴィサール男爵に注目され、ベルギーとオランダで作品が紹介され、サン・ジャンの人気を得るようになり、イギリスでは、ハートフォード侯爵が作品を購入し、フランスでは、モルニー公爵が作品を購入した。
1843年にレジオンドヌール勲章（シュヴァリエ）を受勲した。
1842年のパリのサロンに出展した作品はテオフィル・ゴーティエによって批判され、1845年のサロンの作品は、シャルル・ボードレールによって「食堂の絵画」と批判され、ボードレールには翌年の作品の色使いを、批判された。1851年のロンドン万国博覧会に6点の絵画を出展した。
1855年に妻が亡くなった。
1855年にベルギーのレオポルド勲章を受勲し、ベルギー王立科学・文学・美術アカデミーの会員に選ばれた。
1860年にパリで亡くなった。

## 作品

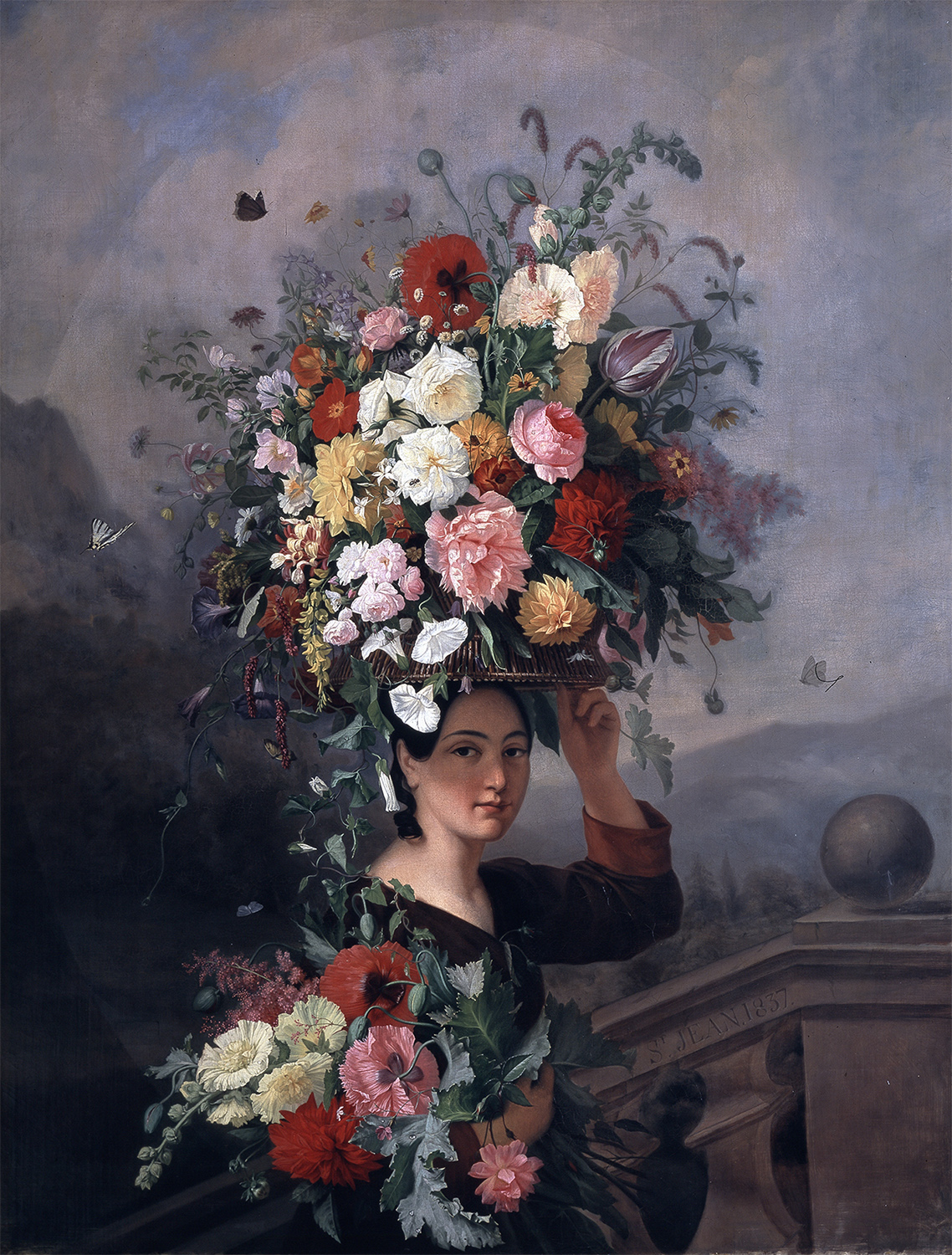
園芸家 (1837) リヨン美術館
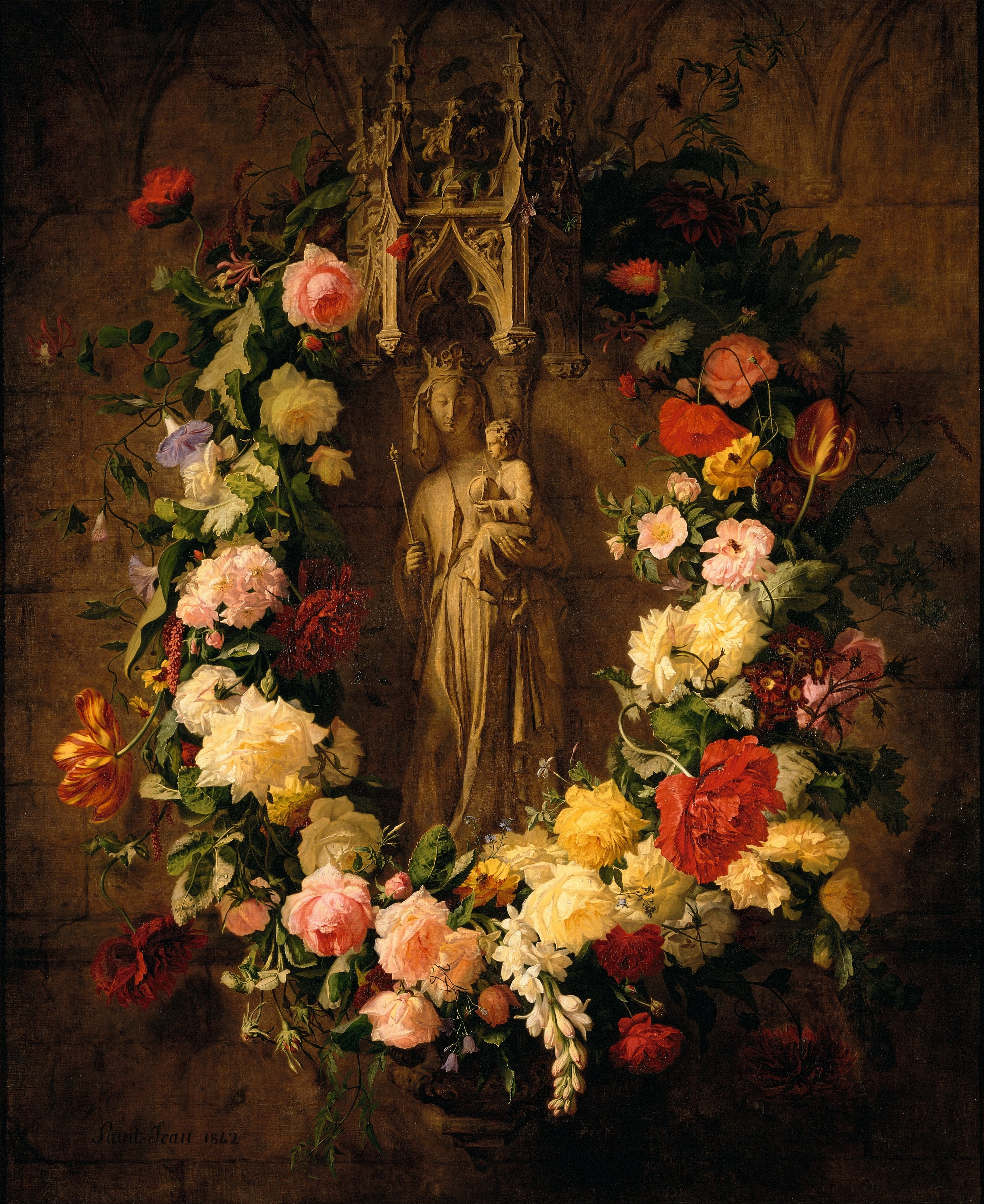
聖母への捧げ物 (1842)
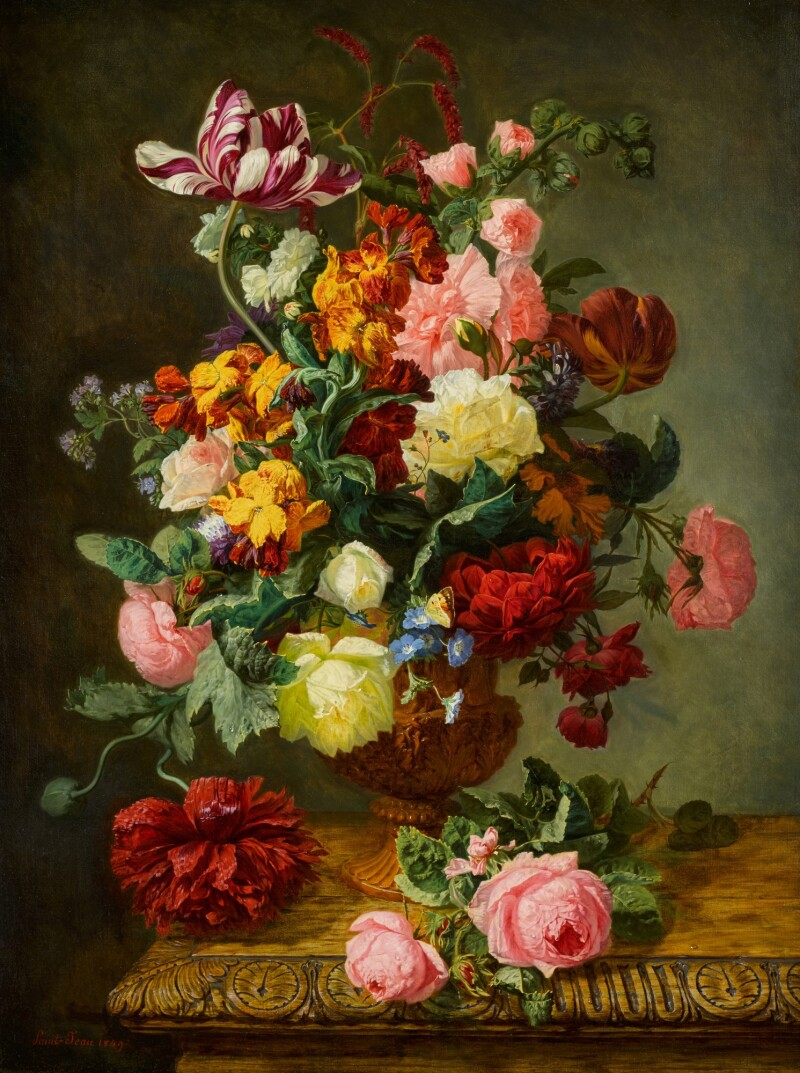
花束
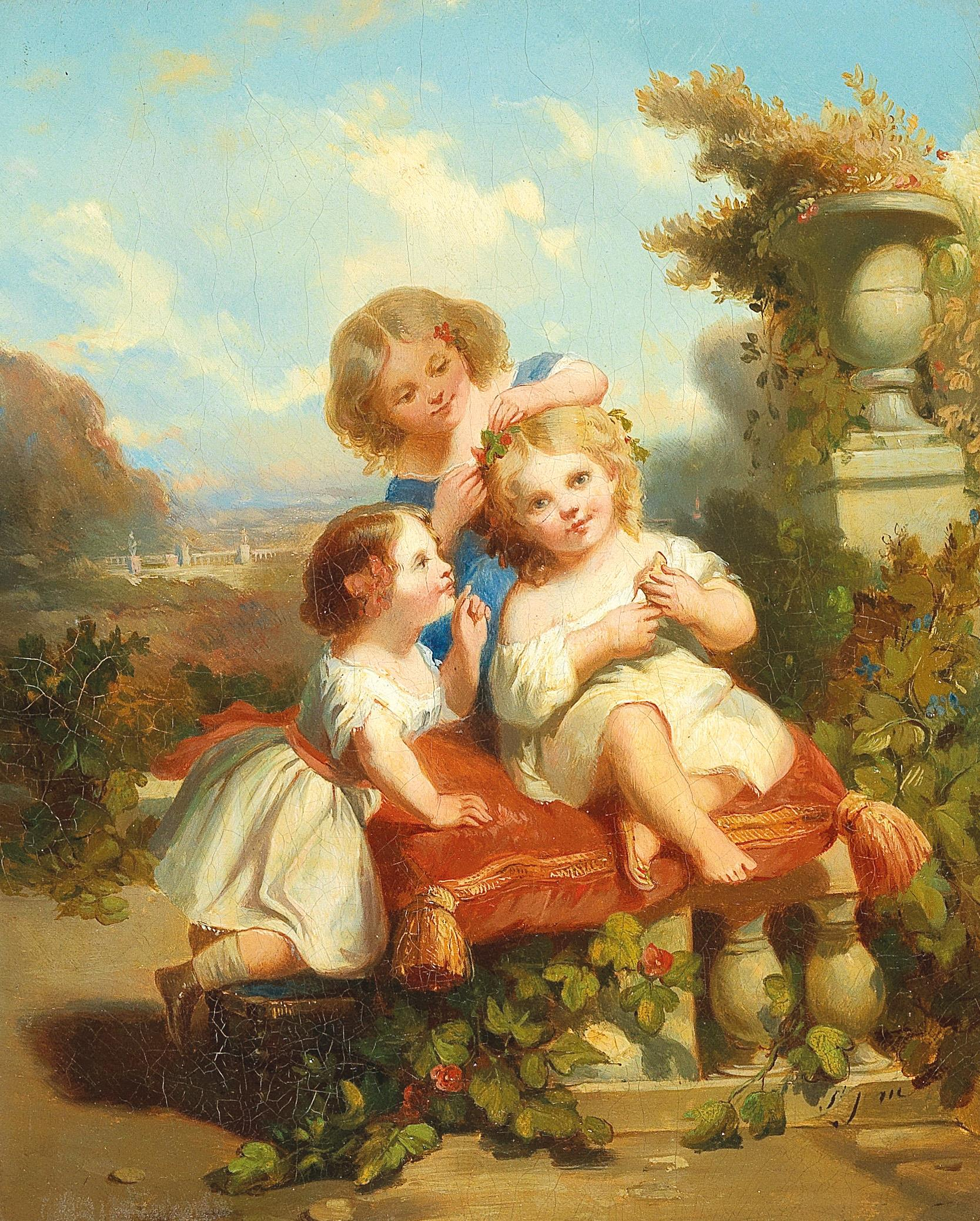
新しいリボン